# Cardiochilinae
Cardiochilinae  (лат.) — подсемейство стебельчатобрюхих перепончатокрылых семейства браконид.

## Описание
Радиальная жилка с двумя склеритизированными отрезками, второй отрезок значительно длиннее первого. Вторая радиомедиальная жилка развита. Дыхальца первого брюшного тергита расположены на латеротергитах.

## Экология
Эти наездники — эндопаразиты гусениц чешуекрылых.

## Систематика
Фауна России включает 4 рода и 7 видов, в Палеарктике около 50 видов, в мире более 250 видов.
В составе подсемейства:
- Asiacardiochiles Telenga, 1955
- Austerocardiochiles Dangerfield, Austin & Whitfield, 1999
- Cardiochiles Nees ab Esenbeck, 1818
- Eurycardiochiles Dangerfield, Austin & Whitfield, 1999
- Gwenia Dangerfield, Austin & Whitfield, 1999
- Hymenicis Dangerfield, Austin & Whitfield, 1999
- Latitergum Dangerfield, Austin & Whitfield, 1999
- Pseudcardiochiles Hedwig, 1957